# Campeonato Europeo de Boxeo Aficionado de 1989
El XXVIII Campeonato Europeo de Boxeo Aficionado se celebró en El Pireo (Grecia) entre el 29 de mayo y el 3 de junio de 1989 bajo la organización de la Confederación Europea de Boxeo (EUBC) y la Federación Griega de Boxeo Aficionado.

## Medallero
| Núm. | País           | Oro | Plata | Bronce | Total |
| ---- | -------------- | --- | ----- | ------ | ----- |
| 1    | RDA            | 4   | 2     | 4      | 10    |
| 2    | URSS           | 4   | 1     | 4      | 9     |
| 3    | Bulgaria       | 3   | 1     | 5      | 9     |
| 4    | Países Bajos   | 1   | 0     | 0      | 1     |
| 5    | Hungría        | 0   | 3     | 4\|    |       |
| 6    | Rumania        | 0   | 2     | 0      | 2     |
| 7    | Polonia        | 0   | 1     | 4      | 5     |
| 8    | Checoslovaquia | 0   | 1     | 0      | 1     |
| 8    | Grecia         | 0   | 1     | 0      | 1     |
| 10   | Italia         | 0   | 0     | 2      | 2     |
| 11   | Escocia        | 0   | 0     | 1      | 1     |
| 11   | Finlandia      | 0   | 0     | 1      | 1     |
| 11   | RFA            | 0   | 0     | 1      | 1     |
| 11   | Yugoslavia     | 0   | 0     | 1      | 1     |
|      | TOTAL          | 12  | 12    | 24     | 48    |